# Thijs Nieuwland
Thijs Nieuwland (Oirsbeek, 20 april 1991) is een Nederlands voetballer die doorgaans speelt als aanvaller. In juli 2021 verruilde hij Limburgia voor SV Langeberg.

## Carrière
Nieuwland zette zijn eerste schreden in het voetbal in dienst van amateurclub ADVEO, in zijn woonplaats Oirsbeek. Hij vertrok later naar de jeugdopleiding van Fortuna Sittard, waarvoor hij op 26 augustus 2011 zijn debuut maakte in een met 3–1 verloren uitwedstrijd tegen SC Cambuur. In zijn vijfde wedstrijd voor de Limburgse club, op bezoek bij Go Ahead Eagles, scoorde Nieuwland zijn eerste doelpunt voor Fortuna. De wedstrijd ging wel met 2–1 verloren. In de zomer van 2013, nadat zijn verbintenis bij Fortuna was afgelopen, ondertekende Nieuwland een contract bij de amateurs van Bekkerveld. Na een jaar verliet hij Bekkerveld weer en keerde hij voor een seizoen terug naar ADVEO. In juli 2015 sloot de aanvaller zich aan bij De Ster. Van 2018 tot 2020 speelde Nieuwland voor EHC en daarna verkaste de aanvaller naar Limburgia. Een jaar later nam SV Langeberg hem over.

## Clubstatistieken
| Seizoen | Club            | Competitie     | Competitie | Competitie | Beker | Beker | Internationaal | Internationaal | Totaal | Totaal |
| Seizoen | Club            | Competitie     | Wed.       | Dlp.       | Wed.  | Dlp.  | Wed.           | Dlp.           | Wed.   | Dlp.   |
| ------- | --------------- | -------------- | ---------- | ---------- | ----- | ----- | -------------- | -------------- | ------ | ------ |
| 2011/12 | Fortuna Sittard | Eerste divisie | 6          | 1          | 0     | 0     | —              | —              | 6      | 1      |
| 2012/13 | Fortuna Sittard | Eerste divisie | 3          | 0          | 0     | 0     | —              | —              | 3      | 0      |
| Totaal  | Totaal          | Totaal         | 9          | 1          | 0     | 0     | 0              | 0              | 9      | 1      |